# Banco de Uganda
El Banco de Uganda (en suajili: Benki Kuu ya Uganda) es el banco central de Uganda. Creado en 1966 a través de ley ordinaria del Parlamento, el banco está controlado por el gobierno, pero no es un departamento del gobierno. Su presidente actual es Emmanuel Tumusiime-Mutebile.

## Organización y gestión
La Consejo de administración del Banco de Uganda es el órgano supremo de la entidad. Está presidido por el gobernador o, en su ausencia, por el vicegobernador. Los poderes del Consejo se especifican en la ley del Banco de Uganda. Esta ley atribuye a una Junta directiva la responsabilidad directa de la gestión general del banco. El Consejo formula una línea política y marca lo que el banco debe hacer en virtud de la ley, así como cualquier otra medida que sea necesaria para el buen funcionamiento de la entidad.
El presidente de Uganda designará tanto el gobernador como al vicegobernador del Banco de Uganda, así como al Consejo de administración, por un período de cinco años, renovable. Otros miembros de la Junta directiva (no menos de cuatro y no más de seis) serán nombrados por el ministro de Finanzas por un período de tres años, renovable. El secretario del Tesoro es miembro de oficio de la Junta.
El gobernador actual es Emmanuel Tumusiime-Mutebile y el vicegobernador, Louis Kasekende.

## Centros de divisas
El Banco Central de Uganda mantiene sucursales y centros de divisas en varios lugares del país con la finalidad de almacenar, procesar y supervisar el suministro de divisas para el gobierno y las instituciones financieras privadas en las ciudades, pueblos y aldeas de Uganda.
1. Centro de divisas de Arua - Arua
2. Centro de divisas de Fort Portal - Fort Portal
3. Centro de divisas de Gulu - Gulu
4. Centro de divisas de Jinja - Jinja
5. Centro de divisas de Kabale - Kabale[4]
6. Centro de divisas de Kampala - Kampala
7. Centro de divisas de Masaka - Masaka
8. Centro de divisas de Mbale - Mbale
9. Centro de divisas de Mbarara - Mbarara

## Inclusión financiera
El banco promueve activamente la política de inclusión financiera y es miembro de la Alianza para la Inclusión Financiera.
El banco es también una de las 17 instituciones participantes en la conocida como Declaración Maya. A través de la misma, las 17 instituciones participantes promueven políticas reguladoras específicas con compromisos nacionales para la inclusión financiera. La declaración Maya fue aprobada durante la celebración del AFI Global Policy Forum, celebrado en la Riviera Maya de México en 2011.